# Sopravvenienze attive
Le sopravvenienze attive sono componenti straordinari di reddito: dipendono cioè generalmente da accadimenti aziendali che non sono direttamente imputabili all'oggetto sociale dell'azienda. 
Per "sopravvenienza attiva" si deve intendere letteralmente che "sopravviene l'attivo" (o comunque sopravviene una posta dell'attivo): pertanto una sopravvenienza attiva potrà essere dovuta, ad esempio, a maggiori accantonamenti del necessario (cioè ho stanziato costi in bilancio troppo alti e pertanto, eliminando la parte dei costi eccedente quella che interessa, sto facendo "sopravvenire l'attivo"), o anche l'incasso di crediti che avevo girato a perdita perché di dubbio incasso (stralcio dalla contabilità), e via discorrendo.
Le sopravvenienze attive sono componenti positive del reddito che derivano da costi ed oneri sostenuti in esercizi precedenti e vengono meno in un determinato esercizio. Si considerano tali:
1. spese, perdite ed oneri dedotti in precedenti esercizi
2. ricavi o altri proventi conseguiti di ammontare superiore a quelli che hanno formato il reddito in esercizi precedenti
3. ricavi o la sopravvenuta insussistenza di oneri e spese riportati in esercizi precedenti

Di seguito un esempio in partita doppia dello stralcio dalla contabilità: l'azienda aveva reputato inesigibile un credito da 100 euro vantato nei confronti di un cliente X, ma, contro le previsioni, tempo dopo viene incassato.

Stralcio:
Perdita su crediti (CE) a Credito inesigibile cliente X (SP)          100
Rilevazione della sopravvenienza e incasso:
Credito inesigibile cliente X (SP) a Sopravvenienza attiva (CE)       100
Banca c/c (SP) a Credito inesigibile cliente X (SP)                   100

## Tipologie di sopravvenienze attive
Le sopravvenienze attive si distinguono in tre categorie:
- Sopravvenienze attive in senso proprio
- Sopravvenienze attive per assimilazione
- Sopravvenienze attive prive di rilievo reddituale

Oggetto di trattazione saranno le prime due fattispecie (sopravvenienze in senso proprio e per assimilazione) poiché sono accomunate dal fatto di modificare gli effetti sul reddito delle operazioni contabilizzate in precedenti esercizi.
Sopravvenienze attive in senso proprio 
Le sopravvenienze attive in senso proprio sono generate da eventi gestionali sopravvenuti che sono direttamente collegati alle vicende dell’impresa.
Si considerano tali ex art. 88 comma 1 t.u.i.r. (testo unico sulle imposte di reddito):
- i ricavi o altri proventi conseguiti a fronte di spese, perdite o oneri dedotti o di passività iscritte in bilancio in precedenza
- i ricavi o altri proventi conseguiti per un ammontare superiore a quello che ha concorso a formare il reddito di precedenti esercizi
- la sopravvenuta insussistenza di spese, perdite ed oneri dedotti o di passività iscritte in bilancio in precedenti esercizi

A questi si aggiungono ex art. 88 comma 2  “le indennità conseguite a titolo di risarcimento, anche in forma assicurativa, di danni diversi da quelli consistenti nella perdita o nel danneggiamento di beni merce in un periodo d’imposta successivo a quello in cui la perdita o il danneggiamento si è verificato ed ha assunto rilievo nella determinazione del reddito d’impresa”.
Con riferimento, in particolare, ai risarcimenti conseguiti per un ammontare superiore a quello che ha concorso a formare il reddito relativo all’esercizio della perdita ex art. 86 comma 4 t.u.i.r. (https://www.brocardi.it/testo-unico-imposte-redditi/titolo-ii/capo-ii/sezione-i/art86.html#:~:text=La%20detrazione%20del%20credito%20d,in%20aumento%20del%20reddito%20complessivo.) è prevista la facoltà per il contribuente di rateizzare il componente positivo del reddito.
Infatti, in caso di possesso del bene perduto per un tempo non inferiore a tre anni, ai fini della tassazione il contribuente può scegliere di imputare la sopravvenienza alternativamente o all’esercizio di conseguimento dell’indennità o all’esercizio stesso o ai successivi per quote costanti ma nei limiti del quarto.
Sul tema delle sopravvenienze attive in senso proprio si è pronunciata la corte di giustizia Trib. II grado Trento Sezione I, soffermandosi perlopiù sulla questione dell’imputazione temporale delle stesse.
Nella risoluzione di tale controversia, la corte si è conformata allo specifico orientamento della Corte di Cassazione che ha elaborato la seguente regola di diritto: “ai fini dell’imputazione temporale delle sopravvenienze attive, il momento rilevante per l’assoggettamento a imposta di tale sopravvenienza attiva non è quello in cui la passività è stata iscritta in bilancio, ma quello successivo in cui viene evidenziata la sua insussistenza e pertanto la corrispondente posta attiva emerge ed acquista certezza”.
Da questa massima si ricava, dunque, che la sopravvenuta insussistenza di passività iscritte in bilancio in precedenti esercizi, considerata sopravvenienza attiva, si realizza in tutti i casi in cui, per qualsiasi ragione, una posizione debitoria, già annotata come tale, debba ritenersi cessata, ed assuma quindi in bilancio una connotazione attiva con il suo conseguente assoggettamento ad imposizione fiscale.
Sopravvenienze attive per assimilazione
Tali sopravvenienze si distinguono da quelle in senso proprio, dal momento che sono generate da eventi sopravvenuti che non sono direttamente riconducibili a vicende dell’impresa che si siano verificate in precedenti esercizi.
Ai sensi del terzo comma dello stesso art. 88 t.u.i.r. sono ricompresi in questa seconda categoria:
- le indennità conseguite a titolo di risarcimento, anche in forma assicurativa, di danni diversi da quelli considerati alla lettera f) del comma 1 dell'articolo 85 e alla lettera b) del comma 1 dell'articolo 86
- i proventi in denaro o in natura conseguiti a titolo di contributo o di liberalità, esclusi i contributi di cui alle lettere g) e h) del comma 1 dell'articolo 85 e quelli per l'acquisto di beni ammortizzabili( Ammortamento) indipendentemente dal tipo di finanziamento adottato

La disciplina in esame permette di tracciare una distinzione tra tali proventi e quelli a cui si riferisce l’art. 85 t.u.i.r. ([http://art.%2085%20t.u.i.r. https://www.brocardi.it/testo-unico-imposte-redditi/titolo-ii/capo-ii/sezione-i/art85.html) in tema di ricavi.
Infatti, i proventi, per assumere la qualificazione di sopravvenienze attive, devono soddisfare, in deroga al principio di competenza, il requisito del concorso alla formazione del reddito nell’esercizio in cui vengono incassati o in quote costanti nell’esercizio stesso e nei successivi ma non oltre il quarto.
Ad esempio, rientrano tra le sopravvenienze per assimilazione i contributi in conto capitale.
Si tratta di aiuti erogati al fine di potenziare, accrescere o ristrutturare il patrimonio aziendale.
I contributi in conto capitale vengono, inoltre, classificati come contributi a fondo perduto, poiché, pur essendo destinati all’incremento del capitale d’impresa, non sono soggetti ad obbligo di restituzione o al pagamento di interessi.
Sulla ratio dei contributi in conto capitale si è soffermata la stessa Agenzia delle entrate con la risposta rivolta ad un contribuente che a sua volta riprende il contenuto di una risoluzione della stessa Agenzia delle Entrate.
Mediante questo parere l’Agenzia delle entrate ha delimitato l’ambito di applicazione dei contributi in conto capitale, stabilendo che “questi ultimi non sono correlati a specifici fattori produttivi, consistendo piuttosto in un generico potenziamento dell’apparato produttivo dell’impresa beneficiaria e, di conseguenza, assumono rilevanza fiscale-come sopravvenienze-nel momento in cui entrano nella disponibilità materiale e giuridica del percettore”.
Dunque, ciò che distingue i contributi in conto capitale da altri contributi che non assumono la qualificazione di sopravvenienze attive, ossia contributi in conto impianto e in conto esercizio  (vedi approfondimento https://www.fondazionenazionalecommercialisti.it/system/files/imce/aree-tematiche/ari/docari15c.pdf) risiede nella diversa finalità perseguita; nel caso dei contributi in conto capitale, rileva il potenziamento complessivo dell’apparato produttivo dell’impresa.
Proprio sul tema della distinzione tra il contributo in conto capitale e quello in conto esercizio si è pronunciata la Comm. Trib.  Regione Calabria in conformità al consolidato orientamento della Corte di Cassazione.
Infatti, in più pronunce la Corte Suprema ha ribadito che, in tema di determinazione del reddito di impresa, si qualificano come contributi in conto capitale e, quindi, come sopravvenienze attive, quelli erogati ai fini dell’incremento dei mezzi patrimoniali del beneficiario, senza che la loro concessione sia connessa all'onere di uno specifico investimento in beni strumentali.

## Il caso di rinuncia dei soci nella società partecipata
Il comma 4-bis dell'art. 88 t.u.i.r. stabilisce che la rinuncia da parte di un socio ai crediti verso una società è considerata sopravvenienza attiva, ma solo per la parte che supera il valore fiscale del credito stesso. È essenziale che il socio comunichi il valore fiscale; in assenza di tale comunicazione, il valore viene considerato pari a zero.
La Corte di Cassazione ha stabilito un principio importante riguardo alla tassazione dei crediti rinunciati dai soci a favore delle loro società. Fino ad allora, si sosteneva che, anche se un socio rinunciava a un credito (come gli interessi su un prestito), questo importo dovesse comunque essere considerato come incassato per fini fiscali, quindi soggetto a tassazione. Questo concetto era noto come incasso giuridico.
I giudici hanno riconosciuto che la situazione normativa era cambiata significativamente a seguito dell'entrata in vigore del D.Lgs.147/2015, c.d. decreto internazionalizzazione, che aveva introdotto nell'art. 88 del t.u.i.r. il comma 4-bis.
I giudici hanno spiegato che:
- Rinuncia al credito: quando un socio rinuncia a un credito, questo non deve più essere automaticamente tassato, a meno che non ci sia stato un incasso effettivo.
- Tassazione della società: se il socio rinuncia a un credito, questo comporta la tassazione per la società, ma solo per la parte che supera il valore fiscale del credito stesso.

Questa decisione della Cassazione è considerata una vittoria per i contribuenti, poiché finalmente sconfessa una prassi che era stata sostenuta per anni senza una solida base normativa. La nuova normativa ha creato una situazione più equilibrata, evitando la doppia imposizione, dove sia il socio che la società sarebbero stati tassati.

## Esclusioni dalla disciplina delle sopravvenienze attive
L'art. 88 t.u.i.r. disciplina una serie di esclusioni dalla disciplina delle sopravvenienze attive e dalla conseguente tassazione. La ratio di queste esclusioni è rappresentata dalla volontà di non penalizzare ulteriormente le imprese che già si trovano in situazioni di difficoltà e di favorire, in questo modo, una loro ripresa economica.

### Contributi a titolo di liberalità
Il comma 3-bis dell’art. 88 t.u.i.r. esclude dalla disciplina delle sopravvenienze attive e, quindi, dal relativo regime di tassazione, i contributi percepiti a titolo di liberalità da soggetti sottoposti a procedure concorsuali, di crisi o di amministrazione finanziaria.
Le procedure concorsuali cui fa riferimento il comma 3-bis ricomprendono tutti quegli strumenti attraverso i quali l’ordinamento detta regole volte a gestire la situazione di crisi in cui versa un’impresa quando questa non riesce a far fronte alle proprie obbligazioni.
La medesima disposizione esclude dal proprio ambito di applicazione i contributi che l’impresa in crisi riceve a titolo di liberalità da società controllate dall’impresa o da società controllate dalla stessa società che controlla l’impresa. Questi ultimi, pertanto, qualora percepiti, costituiranno sopravvenienze attive e, come tali, saranno assoggettati al relativo regime di tassazione.
Infine, l’ultimo periodo del comma 3-bis individua l’arco temporale rilevante ai fini dell’applicazione dell’agevolazione in commento, stabilendo che essa si applica anche ai contributi percepiti nei ventiquattro mesi successivi alla chiusura delle predette procedure.

### Versamenti a fondo perduto o in conto capitale
Il comma 4 dell’art. 88 t.u.i.r. stabilisce che non si considerano sopravvenienze attive i versamenti in denaro o in natura a fondo perduto o in conto capitale effettuate dai soci a favore di società di capitali e di enti commerciali residenti, né gli apporti effettuati dai titolari di strumenti finanziari assimilati alle azioni.
I versamenti in conto capitale o a fondo perduto sono forme atipiche di conferimento, effettuate spontaneamente dai soci e senza obbligo di restituzione, dirette a rafforzare la struttura patrimoniale e finanziaria della società.

### Procedure concorsuali
Il comma 4-ter dell’art. 88 t.u.i.r. prevede ulteriori ipotesi di esclusione con riferimento ad una serie di peculiari vicende che interessano il mondo delle procedure concorsuali.
Il primo periodo precisa che sono escluse dal regime delle sopravvenienze attive le riduzioni dei debiti dell’impresa conseguite in sede di concordato fallimentare, preventivo liquidatorio o procedure estere equivalenti, purché vi sia un adeguato scambio di informazioni tra gli Stati coinvolti.
Il secondo periodo, invece, prevede un’esclusione solamente parziale da tale regime con riferimento alle riduzioni dei debiti avvenute in occasione di concordato di risanamento, accordo di ristrutturazione dei debiti, piano attestato di risanamento pubblicato nel registro delle imprese o procedure estere equivalenti. In riferimento a queste procedure, il legislatore stabilisce che la riduzione dei debiti dell’impresa non costituisce sopravvenienza attiva con riferimento a:
- Perdite pregresse e di periodo di cui all'art. 84 t.u.i.r.
- Deduzioni di periodo ed eccedenza relativa all’ACE (Aiuto alla Crescita Economica) di cui all'art. 1 del d. l. 201/2011, conv. in l. n. 214/2011
- Interesse passivi ed oneri finanziari assimilati di cui all'art. 96, c. 4 t.u.i.r.

Infine, l’ultimo periodo precisa che le suddette disposizioni si applicano anche alle ipotesi di rinuncia dei soci ai crediti di cui al comma 4-bis del presente articolo.

## Il caso di cessione del contratto di locazione finanziaria
L’art. 88, comma 5 t.u.i.r. afferma che “in caso di cessione del contratto di locazione finanziaria il valore normale del bene costituisce sopravvenienza attiva”. Il contratto di locazione finanziaria – o di leasing – è un contratto con cui un soggetto (concedente) concede ad un altro (utilizzatore) il godimento di un bene dietro il pagamento di un canone periodico e la possibilità, alla scadenza del contratto, di esercitare l’opzione di acquisto. 
La cessione del contratto di leasing consiste nel far subentrare nella posizione dell’utilizzatore un nuovo soggetto che, a fronte di un corrispettivo, acquisisce il diritto di utilizzare il bene nel residuo periodo di vigenza del contratto e di esercitare la facoltà di riscatto al termine dello stesso. La cessione del contratto di leasing genera una sopravvenienza attiva imponibile limitatamente al valore normale del bene oggetto del contratto al momento in cui è avvenuta la cessione. 
Il “valore normale” del bene è definito dall’art. 9, comma 3 t.u.i.r. come “il prezzo o corrispettivo mediamente praticato per i beni e i servizi della stessa specie o similari, in condizioni di libera concorrenza e al medesimo stadio di commercializzazione, nel tempo e nel luogo in cui i beni o servizi sono stati acquisiti o prestati”.  L’Amministrazione Finanziaria, con la Circolare Ministeriale n. 108/E/1996, ha precisato che il valore imponibile come sopravvenienza attiva deve essere inteso al netto dei canoni residui alla data della cessione e del prezzo di riscatto.  La nozione di “valore normale” del bene è stata approfondita dalla corte di Cassazione. In particolare, la Corte ha chiarito che “per decidere sulla correttezza del valore normale del bene stabilito dall’Ufficio competente, il prezzo di acquisto del bene dichiarato nel contratto di leasing alcuni anni prima della cessione può essere impiegato come parametro di riferimento. Se la parte interessata contesta tale valore, ha l'onere di fornire la prova che il valore di mercato fosse inferiore a quello indicato dall'Ufficio”. Dunque, da questa pronuncia si ricava la regola generale per cui bisogna utilizzare, come parametro per la determinazione del valore normale del bene, il prezzo di acquisto fissato prima della cessione nello stesso contratto di leasing. Tuttavia, in caso di contestazione di tale valore da parte dell’interessato, su quest’ultimo grava l’onere di provare che il valore di mercato, in quanto inferiore, non coincida con quello indicato dall’Agenzia delle Entrate.
Infine, la Corte di Cassazione analizza il trattamento fiscale della cessione di un contratto di leasing immobiliare con facoltà di riscatto. Questi contratti consentono all'utilizzatore di acquistare il bene al termine del leasing e, per loro natura, sono considerati strumenti destinati al trasferimento della proprietà, con caratteristiche simili a una vendita. Il giudice di merito aveva considerato la cessione del contratto di leasing immobiliare come una "cessione di beni", applicando quindi la disciplina fiscale delle cessioni immobiliari e ritenendo l'operazione non esente da IVA. La Corte di Cassazione ha giudicato errato questo ragionamento; infatti, secondo l’art. 3, comma 2, n. 5), del D.P.R. 633/1972, la legge considera "prestazioni di servizi" tutte le cessioni di contratti, a prescindere dal fatto che riguardino beni immobili o mobili. Questa definizione ampia include anche i contratti di leasing aventi per oggetto beni immobili. Di conseguenza, bisogna distinguere tra una cessione diretta di beni immobili e una cessione di un contratto di leasing immobiliare; quest’ultima deve essere trattata come una prestazione di servizi ai fini fiscali. Pertanto, la disciplina applicabile è quella delle prestazioni di servizi, non quella delle cessioni immobiliari.